# 2024年國家聯盟外卡系列賽
2024年國家聯盟外卡系列賽（2024 American League Wild Card series Game），是國家聯盟季後賽首輪比賽，是由東區、中區、西區這三個分區冠軍中勝率最低的球隊（分區冠軍勝率前兩名直接保送第二輪比賽），與分區冠軍以外的3張外卡，4隊將會進行3戰2勝制比賽，獲勝的球隊可以晉級國家聯盟分區賽。

## 密爾瓦基釀酒人 對 紐約大都會
| 場次 | 客隊   | 比分 | 主隊   | 日期    | 場地       | 觀眾人數 |
| ---- | ------ | ---- | ------ | ------- | ---------- | -------- |
| 1    | 大都會 | 8：4 | 釀酒人 | 10月1日 | 米勒棒球場 | 40,022   |
| 2    | 大都會 | 3：5 | 釀酒人 | 10月2日 | 米勒棒球場 | 40,350   |
| 3    | 大都會 | 4：2 | 釀酒人 | 10月3日 | 米勒棒球場 | 41,594   |

### 第一場
| 紐約大都會                                                 | 0 | 3 | 0 | 0 | 5 | 0 | 0 | 0 | 0 | 8 | 7 | 1 |
| 密爾瓦基釀酒人                                             | 2 | 0 | 0 | 2 | 0 | 0 | 0 | 0 | 0 | 4 | 8 | 0 |
| 勝投： 路易斯·賽維里諾（1－0） 敗投： Joel Payamps（0－1） |   |   |   |   |   |   |   |   |   |   |   |   |

路易斯·賽維里諾在首局便遭遇亂流失掉2分，但是大都會在2局上反倒突破弗雷迪·裴洛塔拿下3分。
4局下，釀酒人靠著安打串聯攻下2分逆轉，球隊也在5局上換上Joel Payamps中繼，不過Payamps表現不穩，加上接替的亞倫·艾許比也無法有效壓制，讓大都會攻下5分大局。此後兩隊再無攻勢，最終大都會8比4拿下系列賽首勝。

### 第二場
| 紐約大都會 | 1 | 2 | 0 | 0 | 0 | 0 | 0 | 0 | 0 | 3 | 8  | 0 |
| 密爾瓦基釀酒人 | 1 | 0 | 0 | 0 | 1 | 0 | 0 | 3 | X | 5 | 11 | 1 |
| 勝投： Joe Ross（1－0） 敗投： Phil Maton（0－1） 救援成功： 德文·威廉斯（1） 全壘打： 大都會：無 釀酒人：Jackson Chourio 2（1下，1分、8下，1分）、Garrett Mitchell（8下，2分） |   |   |   |   |   |   |   |   |   |   |    |   |

布蘭登·尼莫在首局上就敲出安打幫助大都會先馳得點，但是菜鳥Jackson Chourio隨即在下半局敲出首打席全壘打追平。
2局上，法蘭基·蒙塔斯補位一壘時發生接球失誤，這也讓大都會攻勢延續，拿下2分超前。釀酒人中間只在5局下追回一分。
8局下，Jackson Chourio再度開轟，追平比數，後續Garrett Mitchell也敲出2分砲一棒逆轉。最終釀酒人5比3逆轉續命，成為該年外卡賽唯一打到第三戰的組合。

### 第三場
| 紐約大都會 | 0 | 0 | 0 | 0 | 0 | 0 | 0 | 0 | 4 | 4 | 5 | 0 |
| 密爾瓦基釀酒人 | 0 | 0 | 0 | 0 | 0 | 0 | 2 | 0 | 0 | 2 | 7 | 0 |
| 勝投： 艾德溫·迪亞茲（1－0） 敗投： 德文·威廉斯（0－1） 救援成功： David Peterson（1） 全壘打： 大都會：彼特·阿隆索（9上，3分） 釀酒人：Jake Bauers（7下，1分）、Sal Frelick（7下，1分） |   |   |   |   |   |   |   |   |   |   |   |   |

荷西·昆塔納和Tobias Myers上演精采投手戰，讓兩隊在前六局毫無攻勢。不過到了7局下，釀酒人率先發難。Jake Bauers和薩爾·弗瑞里克連兩棒開轟，讓釀酒人取得2比0領先。
8局上，釀酒人甚至推出首戰先發弗雷迪·裴洛塔中繼。不過9局上終結者德文·威廉斯在一出局2人在壘時被彼特·阿隆索敲出逆轉3分砲，隨後大都會再搶下一分，終場便以4比2逆轉釀酒人，成功晉級分區賽。

## 聖地牙哥教士 對 亞特蘭大勇士
| 場次 | 客隊 | 比分  | 主隊 | 日期    | 場地     | 觀眾人數 |
| ---- | ---- | ----- | ---- | ------- | -------- | -------- |
| 1    | 勇士 | 0 ：4 | 教士 | 10月1日 | 沛可球場 | 47,647   |
| 2    | 勇士 | 4 ：5 | 教士 | 10月2日 | 沛可球場 | 47,705   |

### 第一場
| 亞特蘭大勇士 | 0 | 0 | 0 | 0 | 0 | 0 | 0 | 0 | 0 | 0 | 7 | 0 |
| 聖地牙哥教士 | 2 | 1 | 0 | 0 | 0 | 0 | 0 | 1 | X | 4 | 5 | 0 |
| 勝投： 麥可·金恩（1－0） 敗投： AJ Smith-Shawver（0－1） 全壘打： 勇士：無 教士：小費南多·塔提斯（1下，2分）、東岡凱爾（8下，1分） |   |   |   |   |   |   |   |   |   |   |   |   |

小費南多·塔提斯在首局下敲出2024年季後賽首轟，幫助教士先馳得點。2局下，教士再靠著高飛犧牲打拿下第三分，同時打退勇士先發AJ Smith-Shawver。
麥可·金恩成為大聯盟史上首位生涯首次在季後賽先發，便投出12次三振且沒有保送的投手。加上東岡凱爾在8局下補上陽春砲，教士便以4比0率先拔得頭籌。

### 第二場
| 亞特蘭大勇士 | 1 | 0 | 0 | 0 | 1 | 0 | 0 | 2 | 0 | 4 | 6  | 0 |
| 聖地牙哥教士 | 0 | 5 | 0 | 0 | 0 | 0 | 0 | 0 | X | 5 | 10 | 0 |
| 勝投： Bryan Hoeing（1－0） 敗投： 麥克斯·弗里德（0－1） 救援成功： 羅伯特·蘇亞瑞茲（1） 全壘打： 勇士：荷黑·索列爾（5上，1分）、Michael Harris II（8上，2分） 教士：東岡凱爾（2下，1分） |   |   |   |   |   |   |   |   |   |   |    |   |

麥克斯·弗里德在2局下2出局後遭遇亂流，先是被東岡凱爾敲出陽春砲，接著被曼尼·馬查多敲出2分打點的二壘安打，又被Jackson Merrill敲出清壘的三壘安打，單局失掉5分。
教士先發喬·馬斯葛洛夫僅投3.2局便因手肘不適退場，荷黑·索列爾在5局上開轟追分，Michael Harris II在8局上的2分砲更是讓比賽變成1分差。
9局上，教士推出羅伯特·蘇亞瑞茲關門，最後他送出3上3下，幫助教士晉級分區系列賽。